# Zenobianopsis rotundicauda
Zenobianopsis rotundicauda là một loài chân đều trong họ Holognathidae. Loài này được Kussakin miêu tả khoa học năm 1967.